# Samfundet Folkgemenskap
Samfundet Folkgemenskap var en finlandssvensk nazistisk organisation. 
Samfundet Folkgemenskap bildades hösten 1940 på Söderkulla i Sibbo, där gårdens ägare amiral Hjalmar von Bonsdorff utsågs till ordförande och löjtnant Gunnar Lindqvist till sekreterare. Den sistnämnde var organisationens drivande kraft bland annat som redaktör för samfundets tidskrift För Frihet och Rätt, som började utkomma våren 1942 (den hade utkommit även 1936–1939 med Lindqvist som redaktör). Vid denna tid skedde även ett byte på ordförandeposten: von Bonsdorff efterträddes av löjtnant Karl A. Jansson, som kvarstod fram till hösten 1944, då samfundet upplöstes på basis av bestämmelserna i vapenstilleståndsfördraget. 
Samfundet Folkgemenskaps närmaste bundsförvant bland de övriga nazistiska smågrupperingarna var Arvi Kalstas organisation, en arvtagare till Finlands folkorganisation.